# Bảo Ninh
Bảo Ninh, né le 18 octobre 1952 à Hanoï sous le nom Hoàng Ấu Phương, est un ancien soldat, biochimiste et romancier vietnamien.

## Biographie
Durant la guerre civile du Viêt Nam, il s'engage à 17 ans  au sein de la 27e Brigade Glorieuse de la Jeunesse, de 1969 jusqu'en 1975, année de la victoire du Việt Nam du Nord communiste sur les troupes du Việt Nam du Sud. Bảo Ninh fait partie des dix soldats survivants de la 27e Brigade Glorieuse de la Jeunesse, sur cinq cents partis en 1969. Les pertes humaines étaient immenses, lutter contre les Américains, c'était « l'homme contre l'acier ».
En 1991, Bảo Ninh a écrit Le Chagrin de la guerre, son seul et unique roman, acclamé par les critiques littéraires du monde entier et qui a aussi connu un succès de ventes au Viêt Nam. Ce roman est consacré à l'histoire d'un soldat nord-vietnamien qui, après son retour de la guerre du Viêt Nam, relate la perte de son innocence, son amour et ses sentiments envers son pays. Quoique Le Chagrin de la guerre ait connu un énorme succès dans le monde entier, ce roman a été proscrit par le régime communiste en place au Viêt Nam.

## Œuvre littéraire
- Nỗi buồn chiến tranh, 1991 (Le Chagrin de la guerre) – précédemment édité en 1987 sous le titre Thân phận của tình yêu (≈ Le destin de l'amour)